# Piast di Slesia
I Piast di Slesia (o Piasti) costituirono il più anziano di quattro rami della dinastia dei Piast polacchi, iniziato da Ladislao II l'Esiliato (1105-1159), figlio maggiore del Duca Boleslao III di Polonia. Secondo quanto stabilito dal testamento di Boleslao, a Ladislao fu assegnata la Slesia come sua provincia ereditaria (ducato di Slesia) e anche un vasto territorio che attraversava la Polonia, la "Provincia del senior" (Dzielnica senioralna), che includeva Cracovia, secondo il principio di anzianità agnatica.

## Storia

### I primi anni

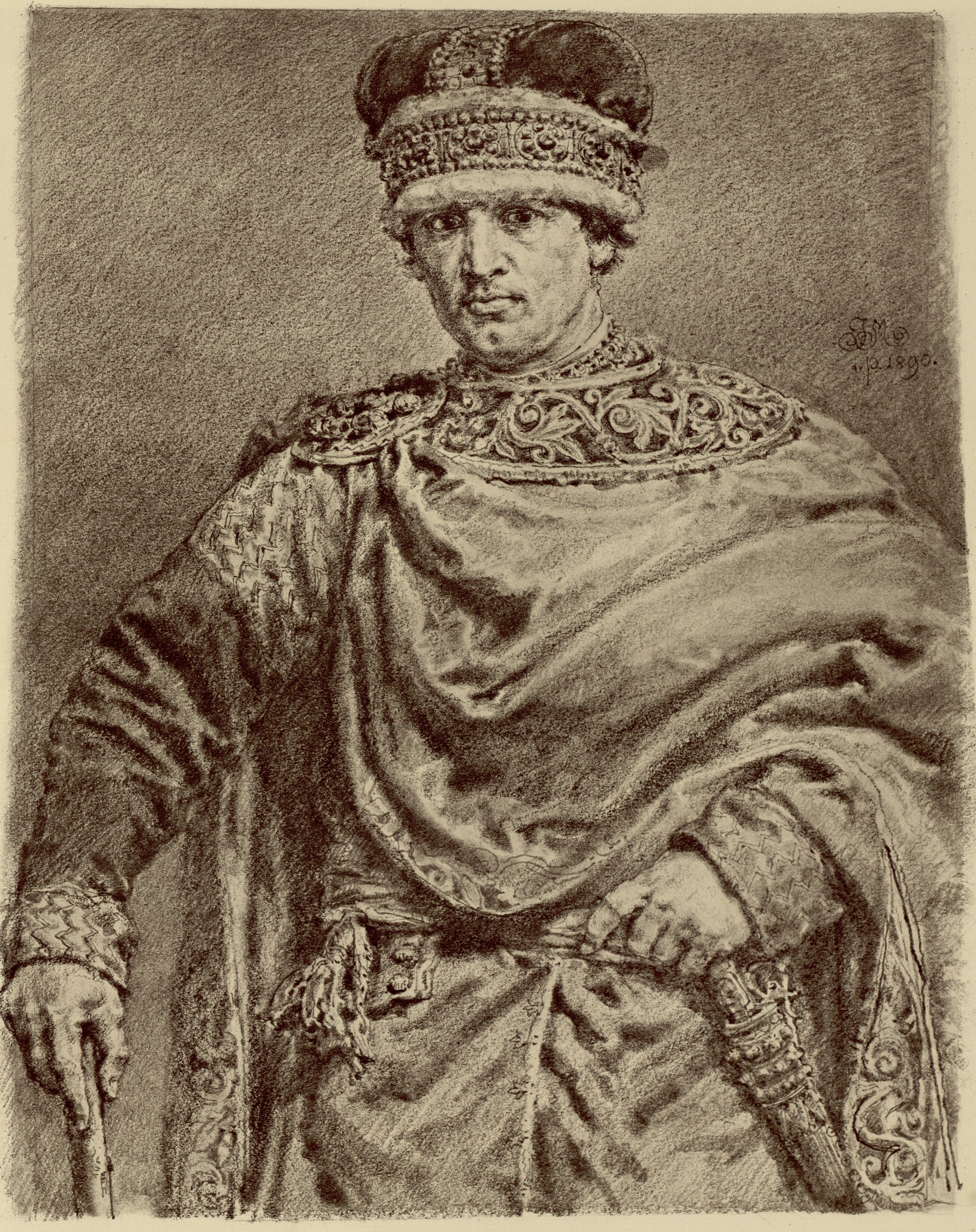
Ladislao II l'Esiliato in un disegno di Jan Matejko (XIX secolo)

La storia dei Piast di Slesia iniziò con la frammentazione feudale della Polonia nel 1138, in seguito alla morte del duca polacco Boleslao III (Bolesław III Krzywousty).
Boleslao infatti nel suo testamento divideva le sue terre tra quattro dei suoi figli e il "principio del signore" ordinava che in ogni momento il più anziano membro della dinastia dovesse avere potere supremo sul resto della dinastia e dovesse controllare un'indivisibile "parte del signore": una vasta striscia di terra che andava da nord a sud fino a metà della Polonia, con Cracovia come capitale. I diritti del Signore includevano anche il controllo sulla Pomerania, una dipendenza del Sacro Romano Impero. Questo "principio del signore" fu rispettato per pochissimo tempo, portando alla frammentazione feudale della Polonia.
Allo morte di Boleslao il territorio della Slesia e il territorio di Cracovia (il neoistituito Ducato di Cracovia cioè la Dzielnica senioralna - "provincia del senior") furono assegnati a Ladislao II l'Esiliato mentre i suoi tre fratellastri più giovani, Boleslao IV il Riccio, Miecislao III il Vecchio ed Enrico di Sandomierz ricevettero rispettivamente la Masovia, la Grande Polonia e Sandomierz, secondo quanto stabilito dal testamento.
Ladislao entrò presto in feroce conflitto con i suoi fratelli e la nobiltà polacca. Quando nel 1146 tentò di prendere il controllo di tutta la Polonia, fu scomunicato dall'arcivescovo di Gniezno, Jakub di Znin, e i suoi fratelli lo costrinsero infine all'esilio. Fu ricevuto dal re Corrado III di Germania, suo cognato perché fratellastro della consorte Agnese di Babenberg, nel palazzo imperiale di Altenburg. La Slesia e la "provincia del senior" passarono sotto il controllo del secondogenito Boleslao IV il Riccio, Duca di Masovia. Nello stesso anno Corrado III tentò di riconquistare il potere per Ladislao, ma fallì.pagg. 49–50 Nel 1157 però il duca Boleslao il Riccio fu sconfitto dal successore di Corrado, l'imperatore Federico Barbarossa, tuttavia, la "questione della Slesia" non fu risolta dai trattati concluso dai governanti e così Ladislao rimase in esilio. Morì nel 1159 senza tornare in Polonia.pag. 51
     Boleslao l'Alto
     Iaroslao di Opole
     Miecislao IV

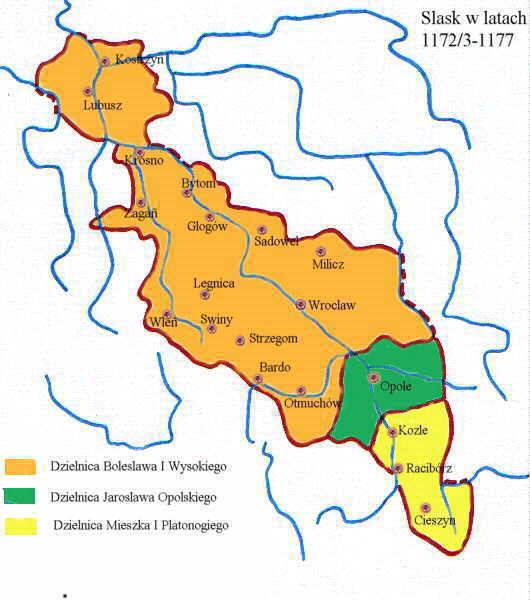
Frammentazione della Silesia 1172/73
Boleslao l'Alto
Iaroslao di Opole
Miecislao IV

Nel 1163, Boleslao il Riccio fu sollecitato da Federico Barbarossa a restituire la provincia ereditaria slesiana ai figli di Ladislao, Boleslao l'Alto, Corrado Laskonogi e Miecislao (Mieszko I Plątonogi), anche se mantenne la (Dzielnica senioralna) e il trono polacco a Cracovia. Il Ducato di Slesia continuò ad essere un'istituzione della costituzione polacca ma i figli di Ladislao furono obbligati a pagare un tributo annuale al Sacro Romano Imperatore. L'alto duca Boleslao il Riccio mantenne anche il controllo delle più importanti città della Slesia come Breslavia, Opole, Głogów, Racibórz e Legnica fino al 1166, quando i duchi di Slesia presero il controllo di questi territori.pagg. 51–52 I figli di Ladislao probabilmente governarono la Slesia insieme fino al 1172, quando si divisero il loro territorio: Boleslao l'Alto, fratello maggiore, ricevette la grande area da Legnica sul fiume Oder a Breslavia e creò il ducato di Opole per il suo figlio maggiore Iaroslao (Jarosław). Miecislao (Mieszko I Plątonogi) il più piccolo Ducato di Racibórz intorno alle città di Racibórz e Cieszyn. Il loro fratello minore Corrado Laskonogi ricevette Żagań, Głogów e Krosno da Boleslao l'Alto. Mentre Corrado si preparava alla carriera ecclesiastica nel monastero di Fulda, suo fratello Boleslao amministrò i suoi possedimenti fino alla morte prematura di Corrado e allora incorporò la parte di questo nel suo ducato.

Aquila dorata dei Piast dell'Alta Slesia

Allo stesso tempo, Miecislao riuscì ad espandere il suo ducato con gli ex territori della regione della Piccola Polonia di Bytom e Oświęcim, dati dal Duca Casimiro II il Giusto, e anche con il Ducato di Opole, che ricevette dopo la morte del Duca Iaroslao e suo padre Boleslao nel 1201. Un anno dopo, l'erede di Boleslao, il duca Enrico I il Barbuto, e lo zio Miecislao inoltre precisarono di escludere il diritto di successione tra i loro rami, un accordo che fu in gran parte responsabile dello status speciale di ciò che sarebbe diventata l'Alta Slesia. Nello stesso anno, la Polonia abolì il "principio del signore" e i ducati slesiani divennero entità indipendenti.

### Lotta per la corona polacca

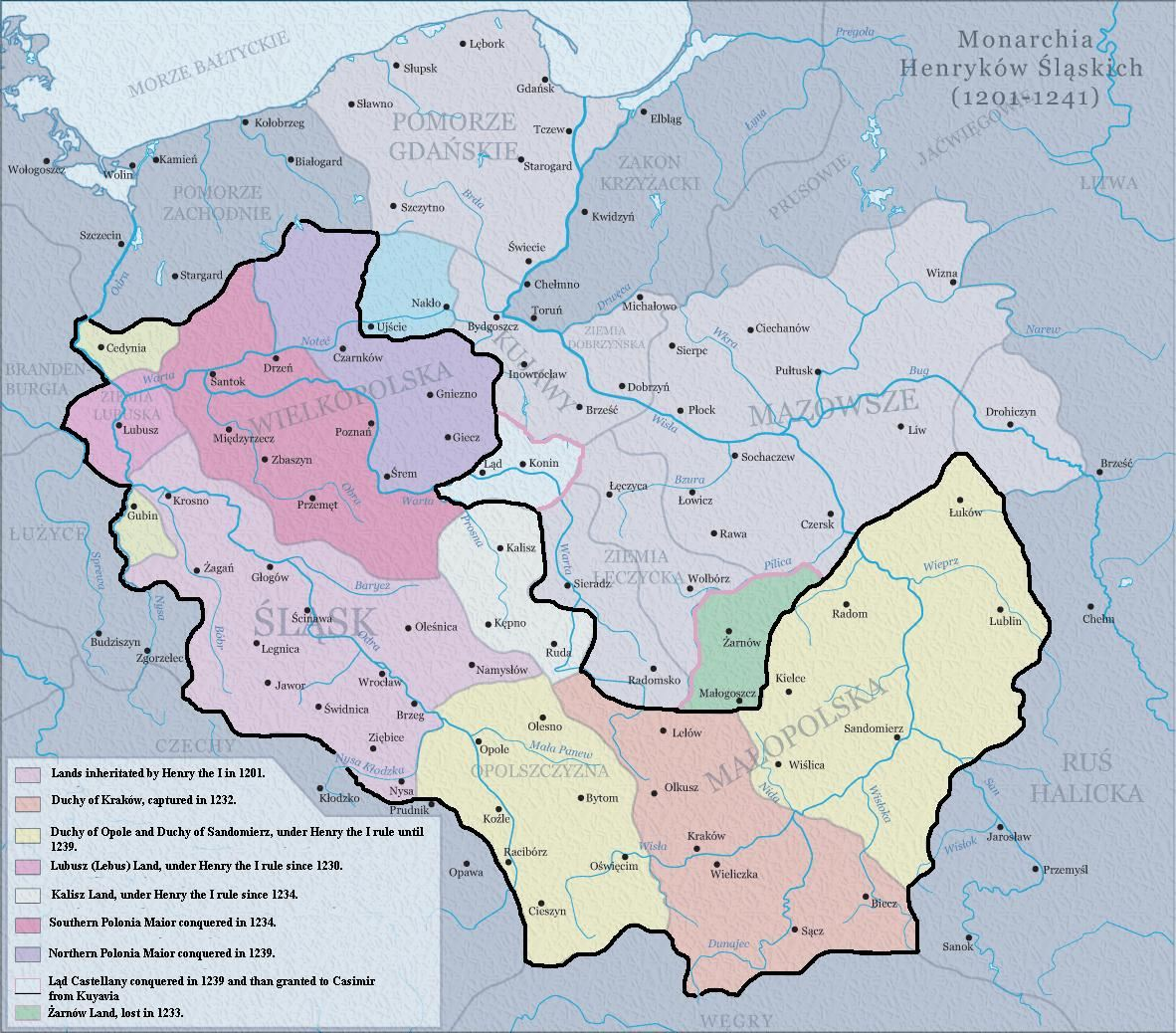
Monarchia degli Enrichi di Slesia

Enrico I il Barbuto prese attivamente parte ai conflitti interni polacchi e allargò il suo dominio con determinazione. Enrico, prima di assicurarsi nel 1229 la sovranità a Cracovia, non aveva fatto sforzi minori per portare anche la Grande Polonia sotto il suo dominio. Dall'inizio del XIII secolo non aveva cessato di intervenire nelle dispute che erano state portate avanti tra i discendenti di Miecislao il Vecchio. Alla fine, nel 1234, una buona metà di quella provincia gli fu formalmente ceduta. Come "guardiano" dei duchi minori, Enrico governava inoltre su Opole e Sandomierz. Ma puntava più in alto: questo duca slesiano non intendeva solo allargare i suoi possedimenti; propose di farne il nucleo di un Regno di Polonia restaurato.pagg. 36–37 Egli divenne Duca di Cracovia (regione della Piccola Polonia) nel 1232 e ciò gli diede il titolo di Duca di Polonia (secondo il Testamento di Boleslao III). Enrico allargò il suo regno anche fuori dalla Polonia, governando su Barnim, Teltow (temporaneamente) e parti della Bassa Lusazia. Sfortunatamente, nonostante i suoi sforzi, non ottenne mai la corona polacca.
La corona reale, quasi dimenticata dalla caduta di Boleslao II, era destinata da lui per il suo figlio maggiore Enrico II il Pio, che aveva associato nel suo governo verso la fine della sua vita; Enrico, succeduto a suo padre nel 1238, era, infatti, pienamente degno dell'eredità dei primi Piasti. Proseguendo l'abile politica di Enrico il Barbuto, suo figlio fu inoltre in grado di ottenere l'appoggio del clero, con il quale suo padre aveva avuto frequenti dissidipag. 37 In stretta alleanza con suo cognato, re Venceslao di Boemia, consolidò la sua posizione nella Grande Polonia contro Barnim I di Pomerania e respinse un attacco al castello di Lubusz dal margravio di Brandeburgo e dall'arcivescovo di Magdeburgo. Seguendo una vecchia tradizione della sua dinastia, si pose sotto la protezione della Santa Sede, con la quale si alleò anche contro Federico II. Nonostante tutte le sue parentele tedesche, Enrico il Pio avrebbe, quindi, assicurato l'indipendenza e il prestigio del regno se tutto il suo piano non fosse stato annientato da una catastrofe imprevista. Nel 1241 morì, da "eroe cristiano" nella battaglia di Legnica, in cui stava tentando di arrestare l'invasione mongola. La sua morte lasciò la dinastia dei Piast di Slesia profondamente scossa.

### Frammentazione e passaggio all'orbita boema

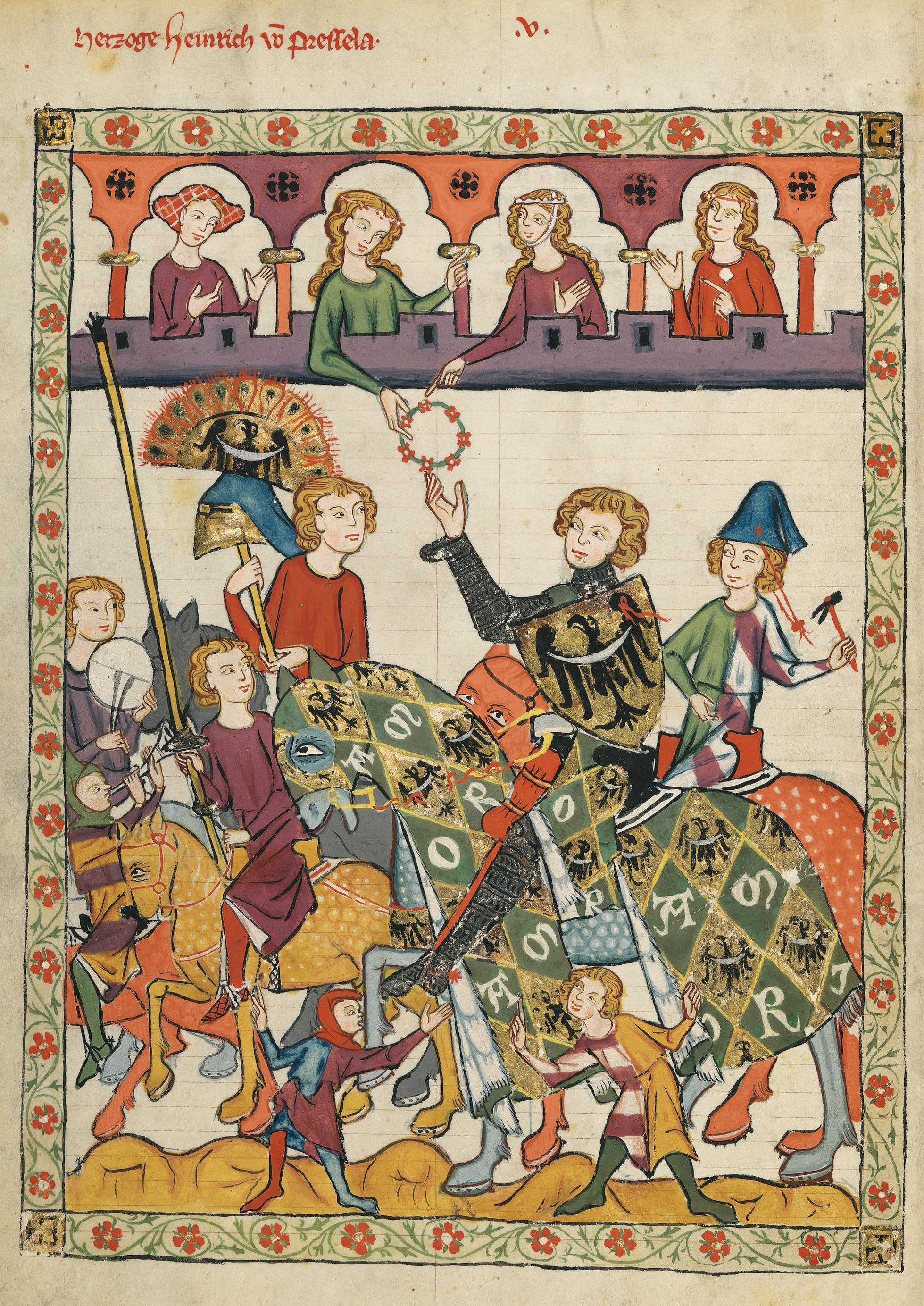
Enrico IV alla sua corte

Dopo la morte di Enrico, nel 1241, suo fratello Boleslao II governò a nome dei suoi fratelli minorenni. Poiché tutti i membri maschili della famiglia erano idonei a governare venne istituito un principio fondamentale per regolare le eredità nel 1248/51. Boleslao fondò il ducato di Legnica, Corrado I quello di Głogów, Enrico III mantenne Breslavia insieme a Ladislao, che sarebbe diventato arcivescovo di Salisburgo. La successiva generazione divise di nuovo il territorio. Jawor e Lwówek Śląski si separarono da Legnica, e così il Ducato di Żagań e Ścinawa da Głogów. Nella generazione successiva Brzeg fu distaccata da Breslavia, Świdnica e il ducato di Ziębice (ducato di Münsterberg) da Lwówek Śląski-Jawor e Oleśnica da Głogów. Il ducato di Opole, fondato da Miecislao I, non fu risparmiato dalle divisioni, ma solo una generazione dopo. I quattro figli di Ladislao I di Opole, nipote di Miecislao , divisero il ducato tra Opole, Koźle-Bytom, Racibórz e Teschen. Questi ducati furono anche divisi di nuovo nella generazione successiva. Opole fu divisa in Opole, Niemodlin e Strzelce Opolskie, Koźle-Bytom tra Koźle, Bytom e Toszek, Teschen tra Teschen e Oświęcim.
Queste divisioni erano spesso il risultato di conflitti feroci, in cui erano coinvolti non solo i regnanti della Slesia ma anche i loro alleati della vicina Polonia e della Boemia. Mentre le parentele e le alleanze con la Polonia diminuivano, i legami politici con la Boemia diventavano sempre più forti, uno sviluppo rispecchiato dai cambiamenti interni della Slesia provocati dall'Ostsiedlung (l'emigrazione tedesca verso l'Est Europa), che fu avviata dai Piast quando tornarono dal loro esilio. Il regno del duca Enrico IV il Probo fu esemplare per la posizione dei ducati di Slesia nella zona di tensione tra la Polonia e la Boemia. Dopo la morte di suo padre Enrico III, egli crebbe a Praga alla corte del re di Boemia Ottocaro II. Dopo la morte di Ottocaro, come previsto, non divenne vicereggente della Boemia per Venceslao II, minorenne, ma fu ricompensato con Kłodzko da Rodolfo d'Asburgo, che nobilitò anche Enrico come conte del Sacro Romano Impero e gli concesse il ducato come feudo. Enrico ottenne non solo il primato in Slesia ma, con l'aiuto dei tedeschi presenti nella Piccola Polonia, anche il ducato di Cracovia e divenne duca di Polonia. Inizialmente voleva che Venceslao diventasse il suo successore, ma cambiò il suo piano sul letto di morte e concesse Breslavia a Enrico III, duca di Głogów e Cracovia a Przemysł II, mentre Kłodzko ritornò alla Boemia.

### Vassalli di Boemia e declino

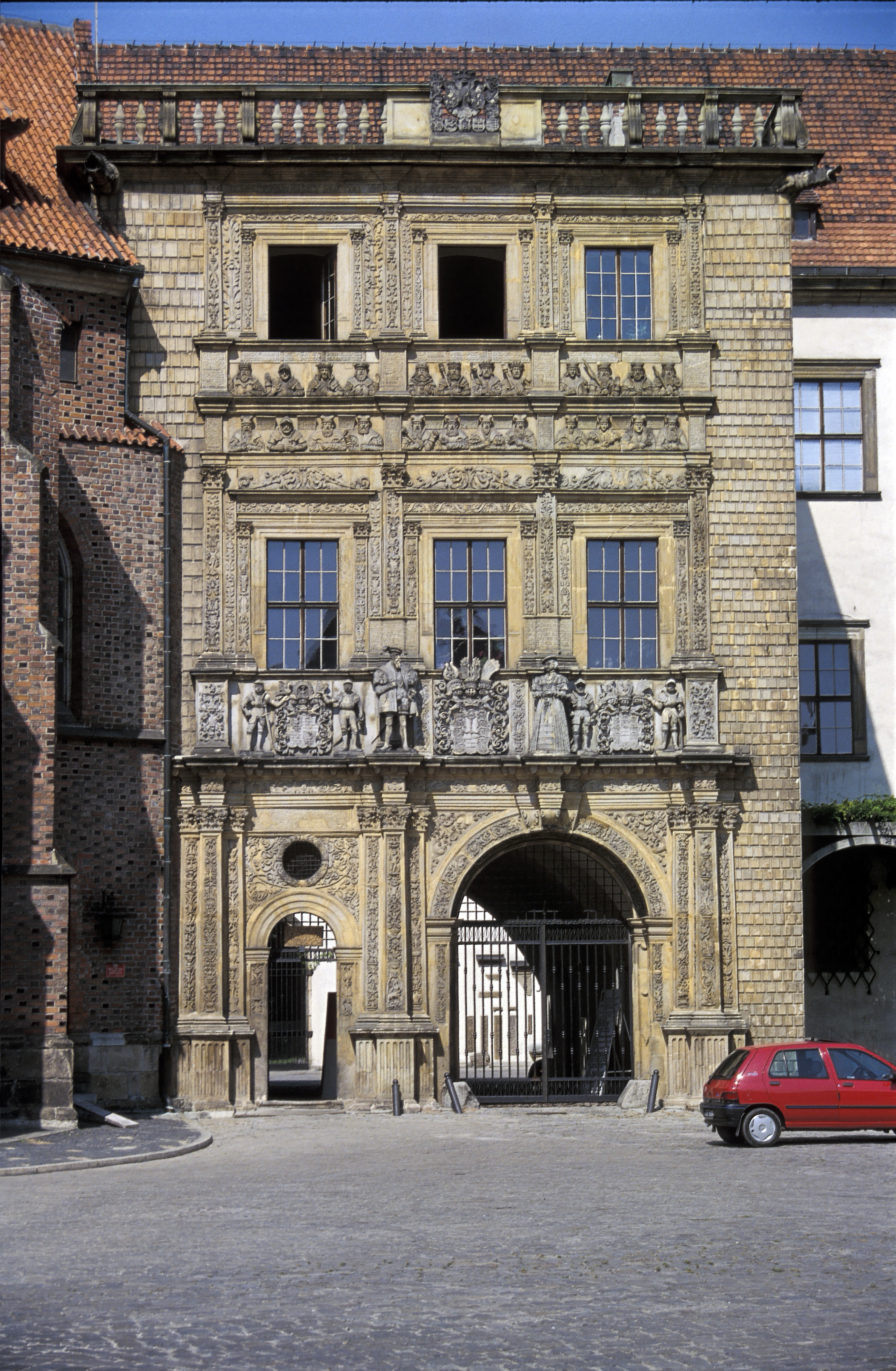
L'entrata del castello dei Piast di Slesia a Brzeg (1554-1560) con sculture dei regnanti Piast da Siemowit a Federico II di Legnica

Mentre Przemysł II univa la Polonia, i duchi della Slesia, deboli e divisi, avevano bisogno di un alleato forte che potesse difenderli; si separarono quindi dallo stato polacco e furono sottoposti alla corona boema.
Dopo la morte di Venceslao III, re di Boemia e Polonia, il diritto alla corona polacca fu contestato, essendo rivendicato da vari duchi Piast e dai successori di Venceslao III sul trono di Boemia. Nel 1327, Giovanni di Boemia invase la Polonia per ottenere la corona polacca. Dopo l'intervento del re Carlo I d'Ungheria lasciò la regione della Piccola Polonia ma sulla via del ritorno rafforzò la sua supremazia sui Piast dell'Alta Slesia. Nel febbraio 1327, cinque principati furono ricavati nell'Alta Slesia polacca e posti sotto la sovranità boema: il Ducato di Niemodlin, il Ducato di Cieszyn, il Ducato di Racibórz, il Ducato di Koźle e Bytom e il ducato di Oświęcim e Zator. In aprile i duchi di Opole e Breslavia divennero anche tributari del re Giovanni.
Nel 1329, Ladislao I, detto il Breve iniziò una guerra contro l'Ordine Teutonico. L'Ordine fu sostenuto da Giovanni di Boemia che riuscì a rinforzare la sua supremazia sui duchi di Masovia e della Bassa Slesia. Nell'aprile-maggio 1329, altri ducati della Bassa Silesia divennero sudditi della corona boema: Ścinawa, Oleśnica, Żagań, Legnica-Brzeg e Jawor. Nel 1331 anche il ducato di Głogów si separò dalla Polonia.
L'ultimo Piast di Slesia indipendente - Bolko II di Świdnica - morì nel 1368. Sua moglie Agnese governò il ducato di Świdnica fino alla sua morte nel 1392. Da quel momento in poi, tutti i rimanenti Piast della Slesia furono vassalli della corona boema, anche se mantennero i loro diritti sovrani.

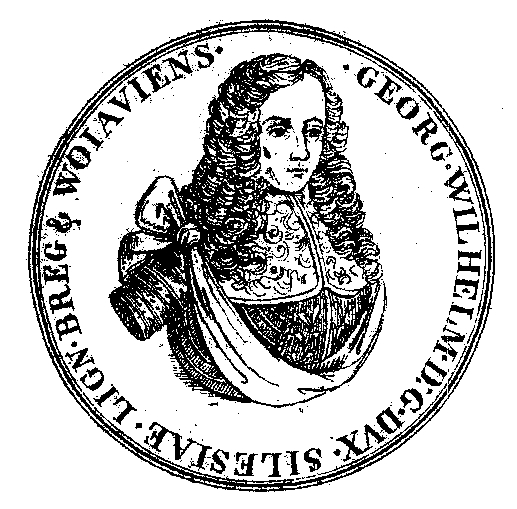
L'ultimo Piast di Slesia legittimo – Giorgio Guglielmo di Legnica

Nel 1335, Giovanni di Boemia rinunciò alla sua rivendicazione del titolo di re di Polonia in favore di Casimiro il Grande, che in cambio rinunciò alle sue pretese in Slesia [17]. Questo fu formalizzato nei trattati di Trenčín e Visegrád, ratificati nel 1339.pag. 127
La divisione in territori sempre più piccoli portò a un declino di prestigio e potere. Molti Piast di Slesia ora avevano semplicemente lo status di scudieri con maggiori diritti. Alcuni Piast divennero condottieri di milizie mercenarie in altri paesi, come Giovanni II di Glogau e Sagan. Enrico IX viaggiò per tutta l'Europa come goliardo. Il declino della dinastia è mostrata anche dai matrimoni dei duchi. I Piast di Slesia del XIII e XIV secolo si sposavano in famiglie principesche soprattutto di famiglie tedesche, ma anche in altre linee reali europee, mentre successivamente i Piasti sposarono donne non di status principesco e perfino borghesi.
Con l'adozione della fede protestante in Slesia, i Piast acquisirono nuovamente importanza. Contro la dinastia cattolica degli Asburgo, che governò la Slesia dal 1526, i duchi cercarono un sostegno politico contraendo matrimoni con i sovrani protestanti e di alleanza imperiale come il casato degli Hohenzollern.I loro ultimi tentativi di politiche indipendenti furono le candidature di Federico II di Liegnitz per la corona di Boemia (1526) e di Enrico XI (1573), Federico IV (1576) e Cristiano (1668) per la corona polacca.
Durante il XV, XVI e XVII secolo, vari rami dei Piast di Slesia si estinsero. Nel 1532, l'ultimo Duca di Opole, Giovanni II il Buono, morì, lasciando la maggior parte dell'Alta Slesia sotto il dominio boemo. Nel 1675, l'ultimo Piast di Slesia legittimo - Giorgio Guglielmo, Duca di Liegnitz - morì. L'ultimo Piast di Slesia di sesso maschile fu il barone Ferdinando II Hohenstein, che morì nel 1706, l'ultimo di sesso femminile, Karolina di Legnica-Brieg, morì nel 1707.

### I Piast di Slesia e la Polonia
I Piast di Slesia formarono il ramo più antico della prima dinastia reale polacca. Per questo motivo, anche dopo la frammentazione della Polonia, il loro interesse per le questioni polacche era ancora forte. Norman Davies sostiene che la lealtà dinastica di tutti i duchi Piast e di una singola organizzazione ecclesiastica garantiva ancora l'unità del Regno di Polonia diviso. A suo parere, la presunta "volontà" di separarsi dalla Polonia è contraddetta dal continuo coinvolgimento dei Piast di Slesia negli affari polacchi. Osserva che i duchi di Slesia non hanno rotto i loro legami con i loro parenti nel resto della Polonia. La prova più evidente di questo è il fatto che nel XIII secolo tre Duchi di Slesia - Enrico I, Enrico II ed Enrico IV - presero il controllo di Cracovia e quindi del trono di tutta la Poloniapag. 113
Secondo Davies, la germanizzazione della Slesia non significava necessariamente il desiderio di allontanarsi dalla Polonia. Suggerisce che era più probabile che fosse un modo per soddisfare le ambizioni dei Piast di Slesia in Polonia. La prevista introduzione dei coloni tedeschi rafforzerebbe la Slesia, e anche la rivendicazione dei Piast di Slesia al trono di Cracovia. Solo quando le ambizioni dei Piast di Slesia di governare a Cracovia furono ostacolate, essi decisero di cambiare direzione alle loro strategie.pag. 114